# Jean Berthoud

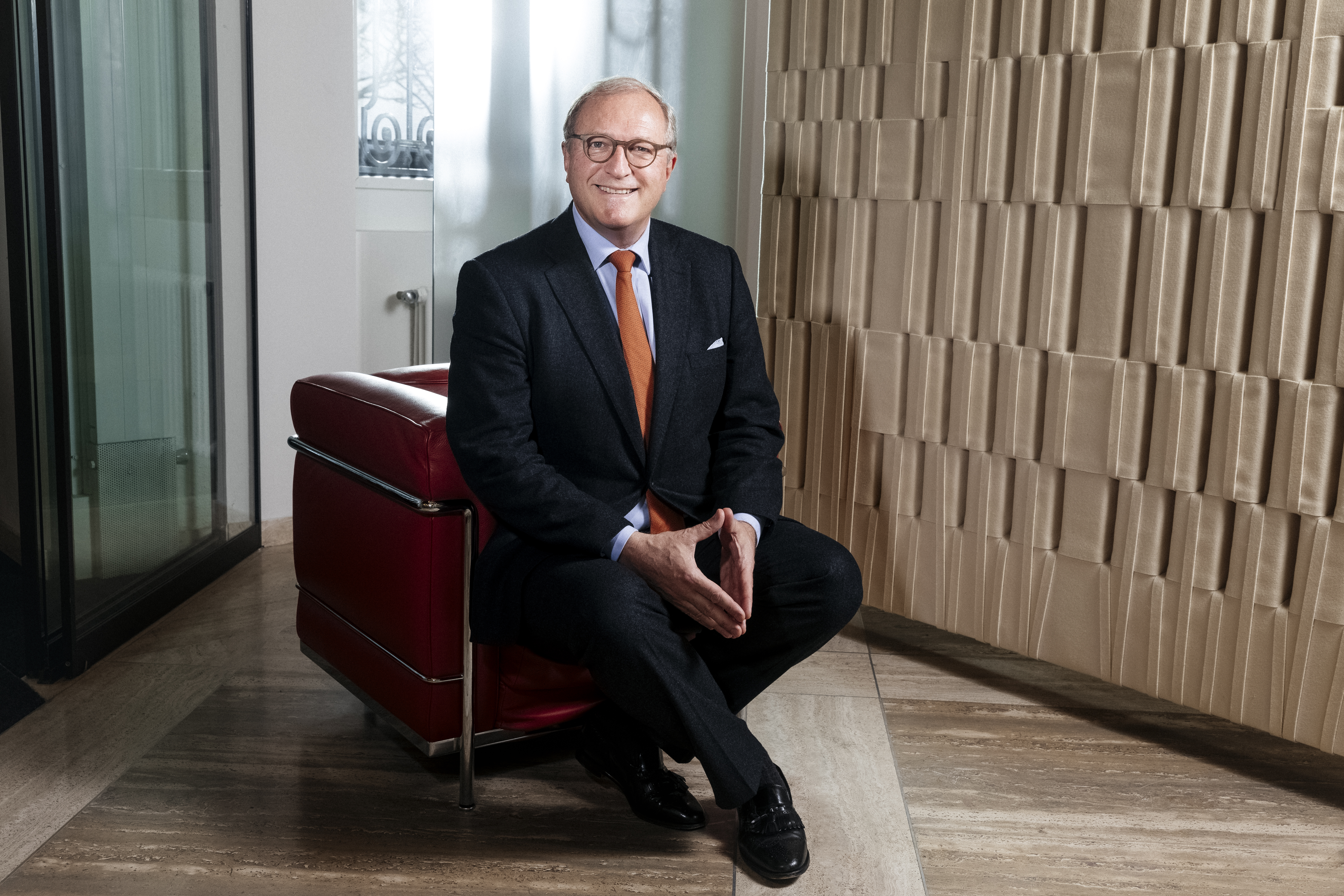
Jean Berthoud

Jean Berthoud (geboren 1961) ist ein Schweizer Privatbankier, Generaldirektor der Bank Bonhôte & Cie von 1990 bis 2010, seither deren Vorstandsvorsitzender.
Parallel zu seinen Tätigkeiten innerhalb der Bank Bonhôte nimmt er mehrere zusätzliche Mandate wahr oder hat dies getan, insbesondere als Mitglied des Sanktionskomitees der Schweizer Börse, Mitglied des Vorstands der Schweizerischen Bankiervereinigung und gewähltes Mitglied des Gemeindeparlaments der Stadt Neuenburg.

## Biographie

### Studium und erste Funktionen
Jean Berthoud kommt 1961 in Neuenburg zur Welt. Er wächst in Paris und kommt dann in die Schweiz zurück, um sein Studium an der Universität Neuenburg zu durchlaufen, wo er 1984 eine Licence der Wirtschaftswissenschaft erwirbt. Er geht dann nach New York, wo er die Columbia University Business School besucht, die er 1986 mit einem MBA abschließt. Im Verlauf seiner Ausbildung stößt er zur Abteilung Sales & Trading von Salomon Brothers, immer noch in New York.
Danach geht er im Jahr 1987 zu J.P.Morgan, wo er einen Posten als stellvertretender Direktor, Portfolio-Manager und verantwortlicher Mitarbeiter für die internationale Kundschaft in Genf und in Zürich bekleidet.

### Karriere bei der Bank Bonhôte
Schon im Alter von 22 Jahren plant Jean Berthoud, die Bank Bonhôte in Neuenburg zu übernehmen, bei der er Kunde ist, und er trifft damals Claude Bonhôte in Paris, um ihm ein Übernahmeangebot zu machen. Der Direktor der Bank lehnt dieses Angebot aber wegen des jungen Alters seines Verhandlungspartner ab. 1987–1988 wird die Bank an die Gesellschaft Cortaillod Holding verkauft. Daraufhin kontaktiert Jean Berthoud den neuen Aktionär, um ihn von seinen Projekten für die Gesellschaft Mitteilung zu machen. Die Cortaillod Holding ernennt ihn 1990 zum Generaldirektor der Bank, im Alter von 29 Jahren. Das Hauptziel dabei ist es, die Bank weiterzuentwickeln und zu modernisieren, da es sich dabei um die letzte Privatbank in Neuchâtel handelt und die noch in keiner Weise informatisiert wurde.
Das bei Antritt seiner Funktionen ausgehandelte Optionsrecht erlaubt es ihm, nach und nach mehr in das Kapital der Bank einzusteigen. 1992 schließlich kauft er der Cortaillod Holding an der Seite von Privatinvestoren aus Neuenburg die Mehrheitsanteile am Kapital der Bank ab. Als Hauptaktionär von Bonhôte wird er auch Vorstandsvorsitzender der Gesellschaften des Konzerns Bonhôte Trust und in London.
Im Januar 2010 legt er die Geschäftsleitung der Bank nieder und übernimmt die Funktion als Vorsitzender ihres Vorstands.

### Verwaltungsmandate
Parallel zu seinen Aktivitäten bei der Bank Bonhôte sitzt Jean Berthoud auch in mehreren Finanzorganen, Vereinigungen oder Verwaltungsräten.
Seit 2006 ist er zum Mitglied der Sanktionskommission der SIX Swiss Exchange, dem Betreiber der schweizerischen Börse, gewählt. 2010 wird er zum Mitglied des Vorstands der Schweizerischen Bankiervereinigung (SBVg) gewählt. Als solches begleitet er insbesondere 2017 den Bundesrat Ueli Maurer nach Asien, wo er den Gouverneur der Chinesischen Volksbank trifft. Auch ist er Mitglied des Komitees der Vereinigung der Schweizer Verwaltungsbanken. Im Juni 2022 wurde er Schatzmeister und Vorsitzender des Prüfungsausschusses der Schweizerischen Bankiervereinigung.
Im Dezember 2019 trat Jean Berthoud dem Internationalen Rat der Preservation Society of Newport County bei, und im September 2021 wurde er Mitglied des Stiftungsrats der Stiftung für die Universität Neuchâtel.
Er ist Vorstandsmitglied der Luxus-Uhrmacher-Firma La Montre Hermès, Vorstandsvorsitzender der Stiftung der Gesellschaft für Wirtschaftswissenschaften von Neuenburg, Mitglied der Stiftung Guy de Pourtalès und Mitglied der schweizerischen Wohlfahrtsstiftung. Schließlich hat er einen Sitz im Rat der Universität Neuenburg inne.

### Mandate im Rahmen der Stadt
Im Laufe der 2000er Jahre wird Jean Berthoud in den Gemeindeparlament der Stadt Neuenburg gewählt, wo er sechs Jahre lang einen Sitz für die Liberale Partei der Schweiz innehat.
Als profunder Kenner der Geschichte seiner Geburtsstadt und passionierter Kunstliebhaber tut er sich mehrmals für die Bewahrung des Kulturerbes von Neuchâtel hervor. Neben seinem Vorsatz, sicherzustellen, dass die Bank Bonhôte „in den Händen von Neuchâtel bleibt“, den er Claude Bonhôte bei ihrem ersten Treffen unterbreitet, hat er insbesondere eine Pendeluhr von Abram Pétremand, die 1709 in der Stadt hergestellt wurde, wieder dorthin zurückgeholt. Auch erklärt er bei der Einführung des Fonds Bonhôte-Immobilier im Jahre 2006, dass die Investitionen des Fonds es erlauben werden, mehrere Millionen Schweizer Franken in Form von Grunderwerbssteuern an die kantonalen Finanzen abzuführen.